# Llista d'estats sobirans del 1944

## Estats sobirans

### A
- Afganistan – Regne de l'Afganistan
- Albània – Albània (des del 20 d'octubre)
- Alemanya – Gran Imperi Alemany[1]
- Andorra – Principat d'Andorra
- Aràbia Saudita – Regne de l'Aràbia Saudita
- Argentina – República de l'Argentina
- Austràlia – Commonwealth d'Austràlia

### B
- Bèlgica – Regne de Bèlgica
- Bolívia – República de Bolívia
- Brasil – República dels Estats Units del Brasil
- Bulgària – Regne de Bulgària

### C
- Canadà – Domini del Canadà
- Colòmbia – República de Colòmbia
- Costa Rica– República de Costa Rica
- Cuba – República de Cuba

### D
- República Dominicana

### E
- Egipte – Regne d'Egipte
- Equador – República de l'Equador
- Espanya – Estat espanyol
- Estats Units – Estats Units d'Amèrica
- Etiòpia – Imperi d'Etiòpia

### F
- Finlàndia – República de Finlàndia
- França – Estat Francès (fins al 20 d'agost)
  -  França – República Francesa (des del 20 d'agost)

### G
- Grècia – Regne de Grècia
- Guatemala – República de Guatemala

### H
- Haití – República d'Haití
- Hondures – República d'Hondures
- Hongria – Regne d'Hongria

### I
- Iemen – Regne Mutawakkilita del Iemen
- Iran – Regne de l'Iran
- Iraq – Regne de l'Iraq
- Irlanda – Irlanda
- Islàndia – Regne d'Islàndia (fins al 17 de juny)
  -  Islàndia – República d'Islàndia (des del 17 de juny)[2]
- Regne d'Itàlia
- Iugoslàvia – Federació Democràtica de Iugoslàvia

### J
- Japó – Imperi del Japó[3]

### L
- Líban – República Libanesa[4]
- Libèria – República de Libèria
- Liechtenstein – Principat de Liechtenstein
- Luxemburg – Gran Ducat de Luxemburg (des de l'11 de setembre)

### M
- Mèxic – Estats Units Mexicans
- Mònaco – Principat de Mònaco
- Mongòlia – República Popular de Mongòlia[5]

### N
- Nepal – Regne del Nepal
- Newfoundland – Domini de Newfoundland
- Nicaragua – República de Nicaragua
- Nova Zelanda - Domini de Nova Zelanda

### P
- Panamà – República del Panamà
- Paraguai – República del Paraguai
- Perú – República Peruana
- Portugal – República Portuguesa

### R
- Regne Unit – Regne Unit de la Gran Bretanya i Irlanda del Nord
- Romania – Regne de Romania

### S
- El Salvador – República del Salvador
- San Marino – Sereníssima República de San Marino[6]
- Sud-àfrica – Unió de Sud-àfrica
- Suècia – Regne de Suècia
- Suïssa – Confederació suïssa

### T
- Tannú Tuva – República Popular de Tannú Tuva (fins a l'11 d'octubre)
- Tailàndia – Regne de Tailàndia
- Turquia – República de Turquia

### U
- Unió Soviètica – Unió de Repúbliques Socialistes Soviètiques[7]
- Uruguai – República Oriental de l'Uruguai

### V
- Ciutat del Vaticà – Estat de la Ciutat del Vaticà[8][9][10]
- Veneçuela – Estats Units de Veneçuela[11]

### X
- Xile – República de Xile
- República de la Xina

## Estats que proclamen la sobirania
- Albània – Regne d'Albània (fins al 20 d'octubre)
- Birmània – Estat de Birmània
- Croàcia – Estat Independent de Croàcia[12]
- Eslovàquia – República Eslovaca
- Filipines – República de les Filipines
- Índia – Govern Provisional de l'Índia Lliure
- República Social Italiana – República Social Italiana[13]
- Manxukuo – Gran Imperi Manxú[14]
- Mengjiang – Govern Unit Autònom de Mengjiang
- Montenegro – Estat Independent de Montenegro (fins al 15 de desembre)
- Sèrbia - Govern de la Salvació Nacional (fins al maig)
- Règim de Nanjing – República de la Xina
- Turquestan Oriental – República del Turquestan Oriental (des del 12 de novembre)
- Tibet – Tibet